# Episodi di CSI - Scena del crimine (seconda stagione)
La seconda stagione della serie televisiva statunitense CSI - Scena del crimine è stata trasmessa per la prima volta dalla CBS dal 27 settembre 2001 al 16 maggio 2002, mentre in Italia la prima parte della stagione (episodi 1-15) è stata trasmessa in prima visione dal 21 marzo al 9 maggio 2002 e la seconda (episodi 16-23) dal 22 settembre al 19 ottobre dello stesso anno sul canale a pagamento Tele+.
In chiaro è andata in onda su Italia 1 dal 21 marzo al 9 maggio 2003 la prima parte della stagione (ep. 1-15) e dal 22 settembre al 10 ottobre 2003 la seconda parte (ep. 16-23). 
| nº | Titolo originale         | Titolo italiano         | Prima TV USA      | Prima TV Italia   |
| -- | ------------------------ | ----------------------- | ----------------- | ----------------- |
| 1  | Burked                   | Soffocato               | 27 settembre 2001 | 21 marzo 2002     |
| 2  | Chaos Theory             | La teoria del caos      | 4 ottobre 2001    | 28 marzo 2002     |
| 3  | Overload                 | Corto circuito          | 11 ottobre 2001   | 28 marzo 2002     |
| 4  | Bully for You            | Il bullo                | 18 ottobre 2001   | 4 aprile 2002     |
| 5  | Scuba Doobie-Doo         | Volare sott'acqua       | 25 ottobre 2001   | 4 aprile 2002     |
| 6  | Alter Boys               | Amore fraterno          | 1º novembre 2001  | 11 aprile 2002    |
| 7  | Caged                    | In gabbia               | 8 novembre 2001   | 11 aprile 2002    |
| 8  | Slaves of Las Vegas      | Schiavi di Las Vegas    | 15 novembre 2001  | 18 aprile 2002    |
| 9  | And Then There Were None | L'ultimo della banda    | 22 novembre 2001  | 18 aprile 2002    |
| 10 | Ellie                    | Ellie                   | 6 dicembre 2001   | 25 aprile 2002    |
| 11 | Organ Grinder            | Suonatore di organi     | 13 dicembre 2001  | 25 aprile 2002    |
| 12 | You've Got Male          | Le sorelle              | 20 dicembre 2001  | 2 maggio 2002     |
| 13 | Identity Crisis          | Millander è tornato     | 17 gennaio 2002   | 2 maggio 2002     |
| 14 | The Finger               | Il dito                 | 31 gennaio 2002   | 9 maggio 2002     |
| 15 | Burden of Proof          | Esperimenti scientifici | 7 febbraio 2002   | 9 maggio 2002     |
| 16 | Primum Non Nocere        | L'apparenza inganna     | 28 febbraio 2002  | 22 settembre 2002 |
| 17 | Felonious Monk           | Chi è senza peccato     | 7 marzo 2002      | 22 settembre 2002 |
| 18 | Chasing The Bus          | L'autobus della morte   | 28 marzo 2002     | 26 settembre 2002 |
| 19 | Stalker                  | Il segugio              | 4 aprile 2002     | 26 settembre 2002 |
| 20 | Cats in the Cradle       | Gatta ci cova           | 25 aprile 2002    | 3 ottobre 2002    |
| 21 | Anatomy of a Lye         | Affogare nel deserto    | 2 maggio 2002     | 3 ottobre 2002    |
| 22 | Cross-Jurisdictions      | Doppia giurisdizione    | 9 maggio 2002     | 10 ottobre 2002   |
| 23 | The Hunger Artist        | L'arte della fame       | 16 maggio 2002    | 10 ottobre 2002   |

## Soffocato
- Titolo originale: Burked
- Diretto da: Danny Cannon
- Scritto da: Carol Mendelsohn e Anthony E. Zuiker

### Trama
Il figlio tossicodipendente di Sam Braun, un ricco proprietario di casinò e amico della madre di Catherine, viene trovato morto nella sua abitazione. Apparentemente è un caso di overdose, tuttavia alcuni indizi porteranno Grissom e la squadra a considerare l'ipotesi di omicidio.
- Guest star: Scott Wilson (Sam Braun), Joseph Will (Walt Braun).
- Altri interpreti: Melissa Crider (Janine Haywood), Brenda Bakke (Bonnie Ritten), Fredric Lane (Curt Ritten), Geoffrey Rivas (Sam Vega), Sheeri Rappaport (Mandy Webster), Joseph Will (Walt Braun), Jeff Ricketts (uomo delle consegne)
- Ascolti TV Italia: 4 713 000 telespettatori.[1]

## La teoria del caos
- Titolo originale: Chaos Theory
- Diretto da: Kenneth Fink
- Scritto da: Eli Talbert e Josh Berman

### Trama
Il team si occupa della sparizione di una studentessa universitaria. Durante le indagini si scoprirà che la giovane aveva una relazione con un professore sposato, che viene quindi sospettato della scomparsa. Quando il corpo della ragazza viene ritrovato, la squadra scopre infine la vera causa della morte.
- Altri interpreti: Dale Midkiff (Robert Woodbury), Clayne Crawford (Henry McFadden), Garrett M. Brown (sig. Rycoff), Sherry Hursey (sig.ra Rycoff), Danielle Nicolet (Jennifer Riggs), Shelby Fenner (Paige Rycoff), Kate McNeil (Sharon Woodbury), Grant Garrison (Kevin Watson)
- Ascolti TV Italia: 3 797 000 telespettatori.[2]

## Corto circuito
- Titolo originale: Overload
- Diretto da: Richard J. Lewis
- Scritto da: Josh Berman

### Trama
Un operaio viene ritrovato morto in un cantiere edile. Del caso si occupano Grissom, Warrick e Sara. Grissom in particolare propenderà per l'ipotesi di omicidio, e questo lo porterà in conflitto con lo sceriffo Mobley, che crede invece a un suicidio. Intanto Catherine e Nick indagano sulla morte di un ragazzo, avvenuta durante una seduta psicoanalitica, apparentemente per un violento attacco epilettico. Nick prenderà molto a cuore il caso.
- Guest star: David Sutcliffe (Ian Wolf)
- Altri interpreti: Brenda Strong (Leigh Sapien), Tom Wright (Robert Harris), Gina Hecht (sig.ra Buckley), Kelly Connell (Randy Gesek), Skip O'Brien (Ray O'Riley), Glenn Morshower (Brian Mobley)
- Ascolti TV Italia: 3 634 000 telespettatori.[2]

## Il bullo
- Titolo originale: Bully for You
- Diretto da: Thomas J. Wright
- Scritto da: Ann Donahue

### Trama
Grissom, Warrick e Catherine indagano sulla morte di uno studente, trovato morto nei bagni della scuola che frequentava. Il ragazzo era solito comportarsi da bullo nei confronti degli altri studenti. Intanto Nick e Sara si occupano di un cadavere decomposto trovato dentro una valigia.
- Guest star: Christopher Wiehl (Hank Peddigrew), Tess Harper (Julia Barrett)
- Altri interpreti: Dublin James (Dennis Fram), Lisa Brenner (Gabrielle Marinelli), Joseph Kell (Peter Fram), Skip O'Brien (Ray O'Riley), Eric Stonestreet (Ronnie Litre), Jamie Martz (Barry Shickle)
- Ascolti TV Italia: 3 665 000 telespettatori.[3]

## Volare sott'acqua
- Titolo originale: Scuba Doobie-Doo
- Diretto da: Jefrey Levy
- Scritto da: Andrew Lipsitz e Elizabeth Devine

### Trama
Grissom, Warrick e Sara hanno a che fare con un caso complicato: un appartamento viene trovato pieno di schizzi e macchie di sangue. Come se non bastasse, la fidanzata dell'inquilino dell'appartamento risulta scomparsa. Non meno strano è il caso di Catherine e Nick: un sommozzatore viene trovato morto su un albero, mentre la foresta intorno sta bruciando. La scena del crimine è uguale in tutto e per tutto a quello di una nota leggenda metropolitana.
- Special guest star: Brad Johnson (Paul Newsome)
- Altri interpreti: Mark Tymchyshyn (Stu Evans), David DeLuise (Cliff Lenteria), Rick Peters (Jerry Walden), Skip O'Brien (Ray O'Riley), Eric Stonestreet (Ronnie Litre), Jenna Gering (Alison Scott), Terry Bozeman (Brad Lewis)

- Ascolti TV Italia: 3 652 000 telespettatori.[3]

## Amore fraterno
- Titolo originale: Alter Boys
- Diretto da: Danny Cannon
- Scritto da: Ann Donahue

### Trama
Un ragazzo viene sorpreso nell'atto di seppellire nel deserto due cadaveri. Sembra un caso già risolto, ma Grissom, che partecipa alle indagini con Nick e Sara ha molti dubbi sull'effettiva colpevolezza del giovane. Catherine e Warrick si occupano invece della morte di una donna, avvenuta nella sauna di un hotel di lusso.
- Guest star: Corbin Allred (Benjamin Jennings).
- Ascolti TV Italia: 4 181 000 telespettatori.[4]

## In gabbia
- Titolo originale: Caged
- Diretto da: Richard J. Lewis
- Scritto da: Elizabeth Devine e Carol Mendelsohn

### Trama
Grissom e Nick tentano di fare luce sull'omicidio di una restauratrice di libri, trovata morta in una gabbia chiusa da un lucchetto. L'unico testimone oculare è l'assistente autistico del capo di quella antica e preziosa libreria. Nel frattempo, Sara e Catherine sono chiamate sulla scena del delitto di una signora che è stata investita da un treno dopo essere passata sui binari con l'auto. Le tracce e l'auto della vittima, porteranno le due colleghe a un bar in cui è avvenuta una lite che ha coinvolto la ragazza. Grissom scopre di avere qualcosa in comune con il testimone, poiché entrambi adorano Shakespeare. Anche se non vorrebbe ammetterlo, Grissom dovrà convincersi che il ragazzo centri qualcosa con l'omicidio. Catherine e Sara, grazie alle informazioni delle bariste e alle tracce di caffè trovate nella macchina del primo sospettato, capiranno lo svolgimento della lite fra i due.
- Special guest star: Michael Goorjian (Aaron Pratt)
- Altri interpreti: Currie Graham (Stanley Hunter), Skip O'Brien (Ray O'Riley), David Dunard (ingegnere ferroviario), Wayne Wilderson (Paramedico), John Duerler (Croft), Tsianina Joelson (Megan Treadwell), Maria Celedonio (Melanie)
- Ascolti TV Italia: 3 805 000 telespettatori.[4]

## Schiavi di Las Vegas
- Titolo originale: Slaves of Las Vegas
- Diretto da: Peter Markle
- Scritto da: Jerry Stahl

### Trama
Il cadavere completamente nudo di una donna viene trovato in un luna park. Il lattice e le numerose cicatrici trovate sul corpo porteranno Grissom, Catherine e Nick a indagare su un locale fetish frequentato dalla vittima. Warrick e Sara, aiutati dal detective Vega, si occupano invece del caso di un uomo ferito da alcuni rapinatori.
- Guest star: Melinda Clarke (Lady Heather), Kelly Rowan (Eilene Nelson), Amaury Nolasco (Hector Delgado)
- Altri interpreti: Mitchell Whitfield (Cameron Nelson), Tracy Vilar (Carla Delgado), Geoffrey Rivas (Sam Vega), Perry Anzilotti (Marvin Fortay), John Benjamin Hickey (Sidney Cornfeld), Stacey Dash (Amy Young), Manny Suarez (Charlie)
- Ascolti TV Italia: 3 351 000 telespettatori.[5]

## L'ultimo della banda
- Titolo originale: And Then There Were None
- Diretto da: John Patterson
- Scritto da: Eli Talbert, Carol Mendelsohn e Josh Berman

### Trama
Grissom, Nick e Warrick indagano su una rapina da duecentocinquantamila dollari avvenuta al Tower Casinò. I testimoni forniscono versioni discordanti sul numero degli assalitori. L'unica cosa su cui tutti concordano è il fatto che le rapinatrici erano donne. Però una sua complice, ha ucciso un'assalitrice a distanza ravvicinata. Grissom capisce immediatamente che si tratta di "finte donne" con parrucche e reggiseni finti. Nel frattempo, Sara e Catherine si recano in un mini market nel deserto in cui il proprietario, Adam, è stato ucciso da una pistola con silenziatore una patata. Trovando varie impronte risaliranno al ritorno di Tammy Falton e il suo complice Daryl. Mentre Nick e Warrick trovano delle tracce di pneumatici e olio perso da un'auto e risalgono al fatto che la debba aver cambiata uno dei ladri, Grissom e Catherine confrontando i due casi scoprono che è firmato dalla stessa persona. Il gruppo, intelligentemente, scoprirà che anche Adam era un complice della rapina e Warrick nota nelle telecamere del Tower Casinò che un poliziotto si è abbassato prima del primo sparo. Dopo aver trovato la macchina che perdeva olio, la squadra capisce che sono andati via con un motorino e viene ritrovato il corpo di Tammy Felton. Pensando che sia opera di Daryl, lo cercano, trovandolo ucciso. Quando il caso inizia a essere complicato, interrogando il poliziotto sospettato, in modo impressionante, la scientifica riuscirà a ricostruire l'intera storia: uno degli assalitori ha sparato a un altro per avere più soldi. Dopo si sono separati e, per avere ancora più bottino, i due si sono recati nel mini market e hanno ucciso Adam. Lì li ha sorpresi il poliziotto, ma poiché loro gli hanno promesso piuttosto soldi e lui era povero, ognuno è andato per la propria via. Per egoismo, facendo finta di baciarla, Daryl strangola Tammy e, dopo essersene andato con una moto ed essersi fermato in un bagno, il poliziotto l'ha sorpreso e gli ha sparato.
- Guest star: Brigid Brannagh (Tammy Felton/Melissa Marlowe)
- Altri interpreti: Michael Cudlitz (William Spencer), Tom O'Brien (Max Duncan), Larry Holden (Darin Hanson), Tom Gallop (Randy Painter), Susan Gibney (Charlotte Meridian), Archie Kao (Archie Johnson), Joe Sabatino (ufficiale addetto alla sicurezza), Marc Valera (custode del parcheggio)
- Ascolti TV Italia: 3 464 000 telespettatori.[5]

## Ellie
- Titolo originale: Ellie
- Diretto da: Charlie Correll
- Scritto da: Anthony E. Zuiker

### Trama
Grissom e Catherine si trovano fuori città per una conferenza. Il comando della Scientifica passa quindi temporaneamente a Warrick, che dovrà occuparsi dell'omicidio di un uomo dedito a truffe. Nel caso risulterà coinvolta la giovane Ellie, la figlia del capitano Brass e anche un paio di falsari già noti alle forze dell'ordine.
- Guest star: Nicki Aycox (Ellie Brass), Daniel Dae Kim (Agente speciale Beckman), Anthony E. Zuiker (Cassiere del casinò)
- Altri interpreti: Geoffrey Blake (Matt Orton), Nancy Eberhard, Geoffrey Rivas (Sam Vega), Rodney Eastman (Keith Driscoll), Sandra Thigpen (avvocato di Driscoll), Eric Stonestreet (Ronnie Litre), John Fugelsang (Vincent Thomas Avery), Marc Vann (Conrad Ecklie)
- Ascolti TV Italia: 3 367 000 telespettatori.[7]

## Suonatore di organi
- Titolo originale: Organ Grinder
- Diretto da: Allison Liddi
- Scritto da: Ann Donahue e Elizabeth Devine

### Trama
Un imprenditore immobiliare viene trovato svenuto in un ascensore; successivamente muore apparentemente ucciso da un ictus cerebrale, in realtà avvelenato. Le principali sospettate sono la moglie e la segretaria dell'uomo, ma Grissom e il team non possono esaminare il corpo in quanto gli organi sono stati prelevati e il cadavere è stato cremato in gran fretta.
- Guest star: Marcia Cross (Julia Fairmont), Anne Ramsay (Claudia Gideon)
- Altri interpreti: Kelly Connell (Randy Gesek), John F. O'Donohue (Carl Mercer), Spencer Garrett (medico di Mercer), Erinn Bartlett (donna bionda), Dax Griffin (uomo biondo)
- Ascolti TV Italia: 3 749 000 telespettatori.[7]

## Le sorelle
- Titolo originale: You've Got Male
- Diretto da: Charlie Correll
- Scritto da: Marc Dube e Corey Miller

### Trama
Una donna viene trovata morta in un tubo in un cantiere. Poco lontano viene ritrovato il cadavere della sorella. Il primo sospettato di Grissom, Sara e Warrick è un uomo con cui una delle due donne intratteneva una relazione via e mail. Catherine e Nick indagano invece sulla morte di un uomo, apparentemente per un incidente di caccia.
- Guest star: Nick Chinlund, Norman Reedus (Mickey Rutledge / Apollo)
- Altri interpreti: Amanda Wyss, Holly Fulger, Clayton Rohner, Rod Rowland, Geoffrey Rivas (Sam Vega), Kirk B.R. Woller, Robia LaMorte, Thomas Kopache

## Millander è tornato
- Titolo originale: Identity Crisis
- Diretto da: Kenneth Fink
- Scritto da: Anthony E. Zuiker e Ann Donahue

### Trama
Il serial killer Paul Millander torna a colpire. Un altro uomo viene trovato morto in vasca da bagno come era successo anni prima al padre dell'omicida. Grissom e Catherine riprenderanno a indagare, scoprendo molti segreti del passato dell'assassino. Guardando la progressione delle date di nascita delle vittime, Grissom capirà chi sarà la prossima vittima del killer, ma l'epilogo sarà già scritto.
- Guest star: Matt O'Toole (Paul Millander)
- Altri interpreti: Micole Mercurio, Neil Flynn, Cheryl White, Archie Kao (Archie Johnson), Steve Witting, Rob Roy Fitzgerald, Jason Azikiwe

## Il dito
- Titolo originale: The Finger
- Diretto da: Richard J. Lewis
- Scritto da: Danny Cannon e Carol Mendelsohn

### Trama
L'amante di un ricco uomo d'affari viene rapita e come riscatto viene chiesto un milione di dollari. Il rapitore esige che l'uomo si presenti al momento della consegna dei soldi con Catherine, che l'aveva interrogato. Lei cerca di lasciare agli altri componenti della scientifica degli indizi sul sequestro, tra cui un dito mozzato.
- Special guest star: Tom Irwin
- Altri interpreti: Christopher Wiehl, Al Sapienza, Barbara Williams, L. Robin Miller

- Ascolti TV Italia: 4 213 000 telespettatori.[8]

## Esperimenti scientifici
- Titolo originale: Burden of Proof
- Diretto da: Kenneth Fink
- Scritto da: Ann Donahue

### Trama
Il corpo di un fotografo viene ritrovato nei pressi di un laboratorio: è stato ucciso da un'arma da fuoco, ma sulla scena del crimine non vengono ritrovati proiettili. Il caso si fa ancora più complicato quando si scopre che la figliastra dodicenne dell'uomo è stata vittima di molestie sessuali. Tutta la squadra si occuperà del caso, ma la più coinvolta sul piano emotivo sarà Catherine. Sara invece decide di lasciare la scientifica per passare all'FBI dal momento che non si sente rispettata da Grissom.
- Altri interpreti: Janet Gunn, Sara Paxton, Dan Byrd, Terry Bozeman (Brad Lewis), Nancy Valen, Monnae Michaell
- Special Guest: Jason Beghe
- Ascolti TV Italia: 4 458 000 telespettatori.[8]

## L'apparenza inganna
- Titolo originale: Primum Non Nocere
- Diretto da: Danny Cannon
- Scritto da: Andrew Lipsitz

### Trama
Grissom, Catherine e Sara saranno alle prese con la morte di un giocatore di hockey su ghiaccio, ucciso nel bel mezzo di una partita durante una violenta mischia. Warrick e Nick invece indagano sulla morte di un sassofonista, forse per cause legate alla droga. Warrick in particolare rimarrà affascinato da Lily, la bella cantante che lavorava con la vittima, ma sarà costretto a lasciarla dal momento che anche lei fa uso di droga.
- Special Guest star: Nicole Ari Parker, Jeffrey D. Sams
- Altri interpreti: Jeremy Ratchford, Abby Brammell, Peter Mackenzie, David Andriole
- Ascolti TV Italia: 2 501 000 telespettatori.[9]

## Chi è senza peccato
- Titolo originale: Felonious Monk
- Diretto da: Kenneth Fink
- Scritto da: Jerry Stahl

### Trama
Grissom, Sara e Nick indagano sulla morte di quattro monaci buddisti, uccisi mentre stavano pregando nel loro tempio non lontano dalla città. Catherine riapre un vecchio caso di quindici anni prima, in cui la vittima era una sua vecchia amica. Il presunto colpevole, vicino alla morte, insiste a dichiararsi innocente. E Catherine sospetta che un suo collega, nonché suo mentore, sia intervenuto sulle prove.
- Guest star: Bruce McGill (Jimmy Tadero), Mark Dacascos
- Altri interpreti: Marshall Bell, Aaron Paul, Nicholas Sadler, Skip O'Brien (Ray O'Riley), Marc Vann (Conrad Ecklie), Randy Thompson
- Ascolti TV Italia: 2 243 000 telespettatori.[9]

## L'autobus della morte
- Titolo originale: Chasing The Bus
- Diretto da: Richard J. Lewis
- Scritto da: Eli Talbert

### Trama
L'intera squadra, incluso Greg, indaga sull'incidente stradale in cui sono morti nove passeggeri dell'autobus di linea che collega Las Vegas con Los Angeles, scontratosi con un'auto sportiva. Prima di morire, il conducente ha raccontato che lo sterzo vibrava talmente forte da rendere il mezzo ingovernabile. Tocca al team scoprire se è stata una tragica fatalità oppure un sabotaggio.
- Guest star: Eddie Jemison (Vincent)
- Altri interpreti: Denis Arndt, Joseph D. Reitman, Cara Buono, Scott Plank, Kevin Will, Eric Matheny, Lauren Hodges, Kris Iyer
- Ascolti TV Italia: 3 176 000 telespettatori.[10]

## Il segugio
- Titolo originale: Stalker
- Diretto da: Peter Markle
- Scritto da: Anthony E. Zuiker e Danny Cannon

### Trama
Una giovane donna viene assassinata in casa sua, nonostante le notevoli misure di sicurezza che aveva adottato per proteggersi. Nick rimarrà turbato dal caso e inizierà a capire, in seguito a vari indizi, di essere lui il prossimo obiettivo del serial killer.
- Guest star: Leland Orser (Morris Pearson), Doug Hutchison
- Altri interpreti: Bryan Kirkwood, Archie Kao (Archie Johnson), Shelly Robertson
- Ascolti TV Italia: 3 140 000 telespettatori.[10]

## Gatta ci cova
- Titolo originale: Cats in the Cradle
- Diretto da: Richard J. Lewis
- Scritto da: Kris Dobkin

### Trama
Un'anziana signora, che viveva da sola in casa con molti gatti, viene trovata morta. A indagare sono Grissom, Catherine e Warrick. Nick e Sara invece cercheranno di fare luce su un tentato omicidio, che doveva essere attuato tramite un'autobomba.
- Altri interpreti: Ed Lauter, Diane Farr, Tuc Watkins, Megan Gallagher, Steve Hytner, Ellen Geer, Frank Military, Skip O'Brien (Ray O'Riley), Larissa Laskin, Courtney Jines
- Ascolti TV Italia: 3 380 000 telespettatori.[11]

## Affogare nel deserto
- Titolo originale: Anatomy of a Lye
- Diretto da: Kenneth Fink
- Scritto da: Josh Berman e Andrew Lipsitz

### Trama
Il cadavere di un uomo viene ritrovato in un parco, ricoperto da soda caustica. Grissom e Sara capiranno che l'uomo è morto in un incidente d'auto. Nick invece si occupa di un'atleta trovata morta in mezzo al deserto. L'autopsia rivela che, incredibilmente, è morta annegata.
- Special guest star: Jeffrey D. Sams
- Altri interpreti: Gabriel Olds, Anthony Starke, Zachary Quinto, Eric Stonestreet (Ronnie Litre), Adam Nelson, Paul Schackman
- Ascolti TV Italia: 3 523 000 telespettatori.[11]

## Doppia giurisdizione
- Titolo originale: Cross-Jurisdictions
- Diretto da: Danny Cannon
- Scritto da: Anthony E. Zuiker, Ann Donahue, Carol Mendelsohn

### Trama
L'ex capo della polizia di Las Vegas viene trovato morto durante un party in casa sua, apparentemente a causa di una vera e propria esecuzione. Inoltre la moglie e la figlia di sette anni dell'uomo sono scomparse. Alcuni testimoni sostengono però di avere visto la bambina a Miami. Grissom manda Catherine e Warrick sul posto, dove ad aiutarli ci sarà la locale squadra CSI e, insieme, riusciranno, in parte, a evitare un altro massacro.
- Special guest star: David Caruso (Horatio Caine), Emily Procter (Calleigh Duquesne), Adam Rodríguez (Eric Delko), Rory Cochrane (Tim Speedle), Khandi Alexander (Alexx Woods).
- Altri interpreti: David Alan Basche, Jeffrey D. Sams, Kari Wührer, John Kapelos, Jenna Boyd, Darlene Vogel
- Ascolti TV Italia: 3 850 000 telespettatori.[12]

## L'arte della fame
- Titolo originale: The Hunger Artist
- Diretto da: Richard J. Lewis
- Scritto da: Jerry Stahl

### Trama
Il corpo di una giovane donna viene ritrovato, orribilmente sfigurato in volto e parzialmente decomposto, dentro un carrello della spesa, sotto un passaggio dell'autostrada. Accanto al cadavere viene ritrovata un'agenda con alcune annotazioni in codice. La squadra scopre che la vittima era una modella e la sorella senzatetto è la principale sospettata. Nel frattempo Grissom scopre che, per una malattia ereditaria, sarà destinato a perdere l'udito.
- Guest star: Mark Sheppard (Rod Darling)
- Altri interpreti: Susan Misner, Bill Sage, Tricia Helfer, Catherine McNeal, Jimmie F. Skaggs, Bonnie Burroughs
- Ascolti TV Italia: 3 558 000 telespettatori.[12]